# يوجين كون (حاخام)
يوجين كون (بالإنجليزية: Eugene Kohn)‏ هو حاخام أمريكي، ولد في 26 يناير 1887، وتوفي في 1 أبريل 1977.